# خیردرار
خیردرار، روستایی از توابع شهرستان رومشکان در استان لرستان ایران است.

## جمعیت
این روستا در بخش مرکزی  قرار دارد و براساس سرشماری مرکز آمار ایران در سال ۱۳۸۵، جمعیت آن ۱٬۴۸۳ نفر (۳۰۶خانوار) بوده‌است.